# سامپا لایونن
سامپا لایونن (به فنلاندی: Samppa Lajunen) ورزشکار مرد رشتهٔ دوگانه زمستانی اهل کشور فنلاند است. وی در بین سال‌های ‎۱۹۹۸ تا ۲۰۰۲ میلادی در مسابقات بازی‌های المپیک زمستانی در مجموع ۵ مدال، شامل ۳ مدال طلا و ۲ نقره را کسب کرد.